# ANAホリデイ・インリゾート信濃大町くろよん
ANAホリデイ・インリゾート信濃大町くろよん（エイエヌエーホリデイ・インリゾートしなのおおまちくろよん）は、長野県大町市平にあるIHG・ANA・ホテルズグループジャパン系列のホテルである。
2020年（令和2年）に、ホテル系列をリーガロイヤルホテルから変更し、同時に名称をくろよんロイヤルホテルから変更してリニューアルオープン。当初の予定は同年4月となっていたが、新型コロナウイルスの感染拡大に伴い開業を延期。同年7月1日に開業した。

## 概要
1965年（昭和40年）、「ホテルくろよん」として開業。1988年（昭和63年）7月に名称を「くろよんロイヤルホテル」に変更しリーガロイヤルホテル系列となった。運営は関西電力子会社の関電アメニックス。
扇沢駅まで車で10分足らずにあり、立山黒部アルペンルートの出発点ともいえる立地にある（大町アルペンライン路線バス、日向山高原バス停前にある）。黒部ダムの建設当時には現在の地に建設基地があり、建物の一部（当時のクラブハウスといわれている）がテニスコート近くにある同ホテル倉庫として使われていた。また、毎年囲碁の十段戦「挑戦手合五番勝負」の会場にもなっている。
2019年（令和元年）9月30日に営業を終了。約半年間の全館改装後、「ANA ホリデイ・インリゾート信濃大町くろよん」として2020年4月にリブランド・オープン予定（本館、旧くろよんロイヤルホテル）となっていたが、前述のとおり新型コロナウイルス感染拡大のため開業を延期し同年7月1日に開業した。また、翌年の2021年には部屋数30室を構えた新館が開業する予定となっていたが、のちに開業予定が2025年初秋に変更されている。なお、運営は関電アメニックスがIHG・ANAに委託するマネジメント契約。

## 施設
本館（旧くろよんロイヤルホテル）
- 客室：73室（客室タイプは8種類）[2][4]
- 主な付随施設[2]：屋内温水プール、フィットネスジム、日向山ゴルフコース、パターゴルフ
- レストランなど[2][4]：ボタニカ（レストラン）、エデン（カフェ・バー）

## 交通
路線バス
- 東日本旅客鉄道（JR東日本）信濃大町駅より
  - 北アルプス交通・アルピコ交通「扇沢線」で「日向山高原」バス停下車。
  - 周遊バス 信濃大町ぐるりん号南コース「ANAホリデイ・インリゾート信濃大町くろよん」バス停下車（冬季運休、朝夕計1往復のみの運行）。
- 長野駅東口よりアルピコ交通特急バス「長野 - 大町・扇沢線」で「ホリデイ・インリゾートくろよん」バス停下車（冬季はアルピコタクシーによる運行、「ホリデイ・インリゾートくろよん」バス停発着）。

自動車
- E19 長野道 安曇野IC下車。